# Martin Schickhard
Martin Schickhard der Jüngere (* nach 1590 in Siegen; † vor 26. Februar 1657 in Frankfurt am Main) war ein deutscher Amtmann, Rechtsanwalt und Hexenkommissar.

## Leben
Martin Schickhard war der zweite Sohn von Jacob Schickhart dem Älteren. 1606–1609 lernte er auf dem Pädagogium in Siegen. Danach studierte er Jura: an der Hohen Schule Herborn (1614) und ab 1615 in Groningen, wo seine Schwester Magdalena und sein Schwager Hermann Ravensberger lebten. Dort promovierte er am 4. Februar 1620 zum Doktor beider Rechte (d. h. des kanonischen und des römischen Rechts).
Bereits 1618 heiratete er in Beilstein Anna Margareth Naurath († 1635), eine Tochter des Herborner Professores Martin Naurath. Nach der Promotion arbeitete er seit dem 4. November 1620 als Amtmann von Beilstein. Sein Siegel von 1625 zeigte einen Schild mit Querbalken, darüber zwei Rosen. Im Januar 1626 war wieder in Groningen im Zusammenhang mit dem Tod seiner Schwester und des Schwagers, um ihre Angelegenheiten zu regeln. Sein Schwiegervater schlug ihn 1627 zum Nassau-Diezischen Amtmann für Nassau vor, doch er blieb Amtmann von Beilstein bis 1634, als er wegen der Kampfhandlungen zusammen mit seiner Familie nach Greifenstein flüchten musste.
Ende 1634 ging er nach Frankfurt am Main, wo er sich als Rechtsanwalt niederließ und grundsätzlich bis zu seinem Tod lebte. Eine Zeitlang wohnte er aber bei seinem Schwager Johann Conrad Schefer in Löhnberg. 1651 wurde er von Graf Georg Friedrich von Nassau-Siegen zum Hexenkommissar und Leiter der evangelischen Inquisition im Siegerland ernannt. Zu seinen Aufgaben gehörte das Überprüfen der Denunziationen durch Verhöre und die Vorbereitung der Prozesse. Er nahm aber auch als Richter an den Prozessen teil. Es machte ihm offenbar nichts aus, dass er 1630 eine angebliche Hexe verteidigte und dabei ein Buch eines Hexenverfolgungsgegners benutzte. Mit der Befragung der Verdächtigen begann er Mitte Juli 1652 in Freudenberg und war als Hexenkommissar und Richter bis 1653 tätig. Als ein Mann „von stillem, frommen, eingezogenem Wesen“ beteiligte er sich in dieser Zeit maßgeblich an der größten Verfolgungswelle in der Region. Er wurde recht bald abgesetzt, weil seine Vorgehensweise als unordentlich und ungewöhnlich befunden wurde, und weil er sich nicht an die Vorgaben einer „gerechten und milden Vorgehensweise“ hielt.
Martin Schickhard hatte zwei Kinder, eine 1621 in Beilstein geborene Tochter und den ebenfalls in Beilstein geborenen Sohn Martin.